# Кастельсі
Кастельсі́ (кат. Castellcir) ― муніципалітет, розташований в Автономній області Каталонія, в Іспанії. Код муніципалітету за номенклатурою Інституту статистики Каталонії ― 80556. Знаходиться у районі (кумарці) Бальєс-Уріантал (коди району ― 41 та VR) провінції Барселона, згідно з новою адміністративною реформою перебуватиме у складі Баґарії (округи) Барселона. 

## Населення
Населення міста (у 2007 р.) становить 584 особи (з них менше ніж 14 років ― 18,7%, від 15 до 64 ― 65,2%, понад 65 років ― 16,1%). У 2006 р. народжуваність склала 10 осіб, смертність ― 10 осіб, зареєстровано 2 шлюби. У 2001 р. активне населення становило 218 осіб, з них безробітних ― 19 осіб.

Серед осіб, які проживали на території міста у 2001 р., 341 народилися в Каталонії (з них 145 осіб у тому самому районі, або кумарці), 47 осіб приїхало з інших областей Іспанії, а 18 осіб приїхало з-за кордону. 

Університетську освіту має 17% усього населення. 

У 2001 р. нараховувалося 144 домогосподарства (з них 20,1% складалися з однієї особи, 27,1% з двох осіб,18,8% з 3 осіб, 22,2% з 4 осіб, 9% з 5 осіб, 2,1% з 6 осіб, 0,7% з 7 осіб, 0% з 8 осіб і 0% з 9 і більше осіб).

Активне населення міста у 2001 р. працювало у таких сферах діяльності : у сільському господарстві ― 10,1%, у промисловості ― 20,1%, на будівництві ― 16,1% і у сфері обслуговування ― 53,8%. 

 У муніципалітеті або у власному районі (кумарці) працює 120 осіб, поза районом ― 117 осіб.

### Безробіття
У 2007 р. нараховувалося 13 безробітних (у 2006 р. ― 13 безробітних), з них чоловіки становили 38,5%, а жінки ― 61,5%.

## Економіка

### Підприємства міста

#### Промислові підприємства
| \| Промислові підприємства міста, за сферою діяльності \| Промислові підприємства міста, за сферою діяльності \| Промислові підприємства міста, за сферою діяльності \| \| Рік \| 2002 р. \| 2001 р. \| \| --------------------------------------------------- \| --------------------------------------------------- \| --------------------------------------------------- \| \| Енергетичні та водні ресурси \| 25% \| 20% \| \| Хімія та метали \| 0% \| 0% \| \| Переробка металів \| 0% \| 0% \| \| Продукти харчування \| 0% \| 20% \| \| Текстиль \| 0% \| 0% \| \| Виробництво меблів, видання \| 50% \| 40% \| \| Інше \| 25% \| 20% \| \| Усього підприємств \| 4 \| 5 \| |         |         |
| Промислові підприємства міста, за сферою діяльності |         |         |
| Рік | 2002 р. | 2001 р. |
| Енергетичні та водні ресурси | 25%     | 20%     |
| Хімія та метали | 0%      | 0%      |
| Переробка металів | 0%      | 0%      |
| Продукти харчування | 0%      | 20%     |
| Текстиль | 0%      | 0%      |
| Виробництво меблів, видання | 50%     | 40%     |
| Інше | 25%     | 20%     |
| Усього підприємств | 4       | 5       |

#### Роздрібна торгівля
| \| Підприємства роздрібної торгівлі міста, за сферою діяльності \| Підприємства роздрібної торгівлі міста, за сферою діяльності \| Підприємства роздрібної торгівлі міста, за сферою діяльності \| \| Рік \| 2002 р. \| 2001 р. \| \| ------------------------------------------------------------ \| ------------------------------------------------------------ \| ------------------------------------------------------------ \| \| Продукти харчування \| 40% \| 50% \| \| Одяг та взуття \| 20% \| 0% \| \| Товари для дому \| 0% \| 0% \| \| Книги та періодичні видання \| 0% \| 0% \| \| Промислова хімічна продукція \| 20% \| 25% \| \| Продукція, пов'язана з транспортними засобами \| 20% \| 25% \| \| Інше \| 0% \| 0% \| \| Усього підприємств \| 5 \| 4 \| |         |         |
| Підприємства роздрібної торгівлі міста, за сферою діяльності |         |         |
| Рік | 2002 р. | 2001 р. |
| Продукти харчування | 40%     | 50%     |
| Одяг та взуття | 20%     | 0%      |
| Товари для дому | 0%      | 0%      |
| Книги та періодичні видання | 0%      | 0%      |
| Промислова хімічна продукція | 20%     | 25%     |
| Продукція, пов'язана з транспортними засобами | 20%     | 25%     |
| Інше | 0%      | 0%      |
| Усього підприємств | 5       | 4       |

#### Сфера послуг
| \| Підприємства міста, що працюють у сфері послуг, за діяльністю \| Підприємства міста, що працюють у сфері послуг, за діяльністю \| Підприємства міста, що працюють у сфері послуг, за діяльністю \| \| Рік \| 2002 р. \| 2001 р. \| \| ------------------------------------------------------------- \| ------------------------------------------------------------- \| ------------------------------------------------------------- \| \| Гуртова торгівля \| 25% \| 25% \| \| Готелі та готельний бізнес \| 25% \| 25% \| \| Транспорт та зв'язок \| 8,3% \| 8,3% \| \| Посередницькі фінансові послуги \| 0% \| 0% \| \| Послуги підприємствам \| 0% \| 0% \| \| Послуги фізичним особам \| 16,7% \| 16,7% \| \| Нерухомість та ін. \| 25% \| 25% \| \| Усього підприємств \| 12 \| 12 \| |         |         |
| Підприємства міста, що працюють у сфері послуг, за діяльністю |         |         |
| Рік | 2002 р. | 2001 р. |
| Гуртова торгівля | 25%     | 25%     |
| Готелі та готельний бізнес | 25%     | 25%     |
| Транспорт та зв'язок | 8,3%    | 8,3%    |
| Посередницькі фінансові послуги | 0%      | 0%      |
| Послуги підприємствам | 0%      | 0%      |
| Послуги фізичним особам | 16,7%   | 16,7%   |
| Нерухомість та ін. | 25%     | 25%     |
| Усього підприємств | 12      | 12      |

## Житловий фонд
У 2001 р. 3,5% усіх родин (домогосподарств) мали житло метражем до 59 м2, 20,1% ― від 60 до 89 м2, 41,7% ― від 90 до 119 м2 і 34,7% ― понад 120 м2.

З усіх будівель у 2001 р. 33,7% було одноповерховими, 60,3% ― двоповерховими, 5,4 % ― триповерховими, 0,5% ― чотириповерховими, 0% ― п'ятиповерховими, 0% ― шестиповерховими, 0% ― семиповерховими, 0% ― з вісьмома та більше поверхами.

## Автопарк
| \| Автомобілі, зареєстровані у місті, за призначенням \| Автомобілі, зареєстровані у місті, за призначенням \| Автомобілі, зареєстровані у місті, за призначенням \| \| Рік \| 2006 р. \| 2005 р. \| \| -------------------------------------------------- \| -------------------------------------------------- \| -------------------------------------------------- \| \| Приватні автомобілі \| 56,2% \| 57,3% \| \| Мотоцикли \| 10,4% \| 9,9% \| \| Вантажівки \| 28,5% \| 27,2% \| \| Трактори \| 0,2% \| 0,2% \| \| Автобуси та ін. \| 4,8% \| 5,4% \| \| Усього автомобілів \| 463 шт. \| 426 шт. \| |         |         |
| Автомобілі, зареєстровані у місті, за призначенням |         |         |
| Рік | 2006 р. | 2005 р. |
| Приватні автомобілі | 56,2%   | 57,3%   |
| Мотоцикли | 10,4%   | 9,9%    |
| Вантажівки | 28,5%   | 27,2%   |
| Трактори | 0,2%    | 0,2%    |
| Автобуси та ін. | 4,8%    | 5,4%    |
| Усього автомобілів | 463 шт. | 426 шт. |

## Вживання каталанської мови
У 2001 р. каталанську мову у місті розуміли 98,2% усього населення (у 1996 р. ― 99%), вміли говорити нею 89,1% (у 1996 р. ― 94,4%), вміли читати 88,4% (у 1996 р. ― 89,7%), вміли писати 66,3% (у 1996 р. ― 61,6%). Не розуміли каталанської мови 1,8%.

## Політичні уподобання
У виборах до Парламенту Каталонії у 2006 р. взяло участь 273 особи (у 2003 р. ― 272 особи). Голоси за політичні сили розподілилися таким чином:
| \| Вибори до Парламенту Каталонії \| Вибори до Парламенту Каталонії \| Вибори до Парламенту Каталонії \| \| Рік \| 2006 р. \| 2003 р. \| \| -------------------------------------- \| ------------------------------ \| ------------------------------ \| \| Конвергенція та Єднання (CiU) \| 42,9% \| 39,3% \| \| Соціалістична партія Каталонії (PSC) \| 11,4% \| 18,4% \| \| Народна партія (PP) \| 5,5% \| 4% \| \| Ініціатива за зелену Каталонію (IC) \| 10,3% \| 3,3% \| \| Республіканська лівиця Каталонії (ERC) \| 25,6% \| 34,6% \| \| Громадянська партія (C's) \| 1,1% \| 0% \| \| Інші \| 3,3% \| 0,4% \| |         |         |
| Вибори до Парламенту Каталонії |         |         |
| Рік | 2006 р. | 2003 р. |
| Конвергенція та Єднання (CiU) | 42,9%   | 39,3%   |
| Соціалістична партія Каталонії (PSC) | 11,4%   | 18,4%   |
| Народна партія (PP) | 5,5%    | 4%      |
| Ініціатива за зелену Каталонію (IC) | 10,3%   | 3,3%    |
| Республіканська лівиця Каталонії (ERC) | 25,6%   | 34,6%   |
| Громадянська партія (C's) | 1,1%    | 0%      |
| Інші | 3,3%    | 0,4%    |

У муніципальних виборах у 2007 р. взяло участь 314 осіб (у 2003 р. ― 297 осіб). Голоси за політичні сили розподілилися таким чином:
| \| Муніципальні вибори \| Муніципальні вибори \| Муніципальні вибори \| \| Рік \| 2007 р. \| 2003 р. \| \| -------------------------------------- \| ------------------- \| ------------------- \| \| Конвергенція та Єднання (CiU) \| 34,7% \| 39,7% \| \| Соціалістична партія Каталонії (PSC) \| 0% \| 0% \| \| Народна партія (PP) \| 4,5% \| 4,7% \| \| Ініціатива за зелену Каталонію (IC) \| 0% \| 0% \| \| Республіканська лівиця Каталонії (ERC) \| 0% \| 0% \| \| Громадянська партія (C's) \| 0% \| 0% \| \| Інші \| 60,8% \| 55,6% \| |         |         |
| Муніципальні вибори |         |         |
| Рік | 2007 р. | 2003 р. |
| Конвергенція та Єднання (CiU) | 34,7%   | 39,7%   |
| Соціалістична партія Каталонії (PSC) | 0%      | 0%      |
| Народна партія (PP) | 4,5%    | 4,7%    |
| Ініціатива за зелену Каталонію (IC) | 0%      | 0%      |
| Республіканська лівиця Каталонії (ERC) | 0%      | 0%      |
| Громадянська партія (C's) | 0%      | 0%      |
| Інші | 60,8%   | 55,6%   |